# Листопад 2024
Листопад 2024 — одинадцятий місяць 2024 року, що розпочався в п'ятницю 1 листопада та закінчиться у суботу 30 листопада.

## Події
3 листопада
- Маю Санду переобрано президентом Молдови[1].

5 листопада
- У США проходять президентські вибори[2].

6 листопада
- Німецька урядова коаліція розпалася через розбіжності щодо економічної політики, президент Німеччини Штайнмаєр заявив про готовність розпустити Бундестаг[3].

7 листопада
- В Амстердамі сталася серія сутичок та нападів між ізраїльськими футбольними вболівальниками та пропалестинськими демонстрантами[4].

10 листопада
- Біткойн у моменті досяг історичного максимуму ціни $80 000[5].

14 листопада
- Республіканська партія здобуває більшість до Палати представників[6] та сенат[7][8][9][10]
- На президентських виборах США переміг Дональд Трамп[11][12][13].

15 листопада
- Протестувальники в Абхазії зайняли урядові будівлі та вимагають відставки президента Аслана Бжанії на тлі підписання угоди, що передбачає низку пільг для великих російських інвесторів[14].
- На стадіоні AT&T у Техасі (США) пройшов боксерський поєдинок Джейка Пола та Майка Тайсона[15].

17 листопада
- У ніч з 16 на 17 листопада російські війська здійснили масований удар по Україні ракетами та дронами[16].

19 листопада
- 45 продемократичних гонконзьких активістів було засуджено за законом про національну безпеку Гонконгу за участь у продемократичних праймеріз 2020 року[en][17].
- Індійське інформаційне агентство ANI подало на OpenAI до суду в Нью-Делі, звинувативши творця ChatGPT у використанні свого контенту без дозволу для навчання чат-бота[18].
- Українські сири здобули 8 нагород на World Cheese Awards 2024(інші мови)[19][20].

20 листопада
- Вийшла українська відеогра S.T.A.L.K.E.R. 2: Серце Чорнобиля[21].

21 листопада
- Міжнародний кримінальний суд видав ордери на арешт прем'єр-міністра Ізраїлю Біньяміна Нетаньяху, колишнього міністра оборони Ізраїлю Йоава Ґаланта та лідера Хамас Мохаммеда Дейфа у рамках розслідування військових злочинів у Палестині[22].
- Уперше відбулося бойове застосування експериментальної балістичної ракети — Орєшнік[23][24].

23 листопада
- У результаті зіткнень між сунітськими і шиїтськими бойовиками в районі Куррам після нападу на шиїтську цивільну колону загинули 33 людини і 25 отримали поранення[25].

24 листопада
- Макс Ферстаппен став 4-кратним чемпіоном Формули-1, вигравши цьогорічний сезон на Гран-прі Лас-Вегаса[26].

27 листопада
- Сирійська опозиція розпочала масований наступ на провладні сили у західній частині провінції Алеппо в Сирії[27].
- Ізраїль та «Хезболла» домовилися про припинення вогню в Лівані[28].